# عيسى حسن الياسري
عيسى حسن هاشم الياسري (1942) شاعر عراقي - كندي. ولد في قرية من قرى محافظة ميسان. تخرّج بدار المعلّمين في مدينة العمارة. عمل في التعليم مدّة ثمّ اتّجه للعمل الثقافي، في الإذاعة وبعض المجلات. من دواوينه الشعرية العبور إلى مدن الفرح 1973 وفصول في رحلة طائر الجنوب 1976 وسماء جنوبيّة 1979 والمرأة مملكتي 1982 وشتاء المراعي 1992 ورواية بعنوان لوحات ريفيّه . يعيش في مونتريال بكندا منذ 2001.

## سيرته
ولد عيسى حسن هاشم الياسري في قرية كميت بمحافظة ميسان العراقية سنة 1361 هـ/ 1942 م. أكمل دراسته الابتدائية حتى الصف السادس في مدرسة ناحية الكميت الابتدائية أما المتوسطة ودار المعلمين الابتدائية فأكملها في مدينة العمارة. اشتغل بالتعليم، ثم عمل رئيسًا للقسم الثقافي في الإذاعة ومحررًا ثم رئيساً للقسم الثقافي في مجلة ألف باء، ورئيسًا للقسم الددبي في جريدة العراق، وأخيراً سكرتيرًا لتحرير مجلة أسفار.

هو عضو اتحاد الأدباء والكتاب في العراق، وحضر مهرجان غوته العالمي في ألمانيا سنة 1975 ومؤتمر اتحاد الكتاب العرب في دمشق 1979.
اعتقل في خريف عام 1982 بعد عودته إلى بغداد من إيطاليا لشهراً واحداً. انتقل من عمله في الصحافة، ليعمل كاتب عرائض أمام إحدى المحاكم في بغداد من 1992 – 1998. انقطعت عن النشر منذ عام 1982 إلى عام 1991 وفي 1992 صدر ديوانه شتاء المراعي. هاجر من العراق إلى الأردن ثم كندا في عام 2001 ويقيم في مدينة مونتريال.

وفي عام 2017 صدرت الأعمال الشعرية الكاملة له في مجلد واحد، وتضم إحدى عشرة مجموعة شعرية كتبت ما بين العراق والأردن وكندا عن المؤسسة العربية للدراسات والنشر في بيروت.

## جوائزه
- 2002: جائزة «الكلمة الحرة العالمية» التي منحها له مهرجان الشعر العالمي الذي أقيم في روتردام عاصمة الثقافة الهولندية.

## مؤلفاته
صدرت ترجمة لبعض قصائده في كتاب أنطلوجيا الشعر العربي الذي أصدرته الناقدة الأسترالية آن فير بيرن باللغة الإنجليزية. كتب رواية واحدة بعنوان لوحات ريفيّه، من دواوينه الشعرية:
- العبور إلى مدن الفرح، 1973
- فصول في رحلة طائر الجنوب، 1976
- سماء جنوبيّة، 1979
- المرأة مملكتي، 1982
- شتاء المراعي، 1992
- صمت الأكواخ، 1996
- أيام قرية المحسنة
- السلام عليك يا مريم
- أناديكِ من مكان بعيد

## وصلات خارجية
- عيسى حسن الياسري في أرشيف المجلات